# Ligne Ansan
La ligne Ansan (hangeul : 안산선) est une ligne ferroviaire de la Korea Railroad Corporation qui relie la station Geumjeong à Gunpo-si et la station Oido à Siheung-si.

## Historique

### Chronologie
- février 1986 ouverture du chantier de construction,
- 25 octobre 1988 mise en service de Geumjeong à Ansan[1],[2],
- 28 juillet 2000 mise en service de Ansan à Oido[3].

### Ligne

Plan du réseau (2023)

## Infrastructure

### Stations
La ligne dispose de 14 stations.
| Code (ligne 4) | Station                | Service | Distance en km | Distance cumulée | Ville      | Quartier ou Arrondissement |  |
| -------------- | ---------------------- | ------- | -------------- | ---------------- | ---------- | -------------------------- |  |
|                |                        |         |                |                  |            |                            |  |
| 443            | Geumjeong              |         | ---            | 0.0              | Gunpo-si   | Geumjeong-dong             |  |
| 444            | Sanbon                 |         | 2,3            | 2,3              | Gunpo-si   | Geumjeong-dong             |  |
| 445            | Surisan                |         | 1,1            | 3,4              | Gunpo-si   | Suri-dong                  |  |
| 446            | Daeyami                |         | 2,6            | 6,0              | Gunpo-si   | Dundae-dong                |  |
| 447            | Banwol                 |         | 2,0            | 8,0              | Ansan-si   | Sangnok-gu                 |  |
| 448            | Sangnoksu              |         | 3,7            | 11,7             | Ansan-si   | Sangnok-gu                 |  |
| 449            | Hanyang Univ. at Ansan |         | 1,5            | 13,2             | Ansan-si   | Sangnok-gu                 |  |
| 450            | Jungang                |         | 1,6            | 14,8             | Ansan-si   | Danwon-gu                  |  |
| 451            | Gojan                  |         | 1,4            | 16,2             | Ansan-si   | Danwon-gu                  |  |
| 452            | Choji                  |         | 1,5            | 17,7             | Ansan-si   | Danwon-gu                  |  |
| 453            | Ansan                  |         | 1,8            | 19,5             | Ansan-si   | Danwon-gu                  |  |
| 454            | Singiloncheon          |         | 2,2            | 21,7             | Ansan-si   | Danwon-gu                  |  |
| 455            | Jeongwang              |         | 2,9            | 24,6             | Siheung-si |                            |  |
| 456            | Oido                   |         | 1,4            | 26,0             | Siheung-si |                            |  |
|                |                        |         |                |                  |            |                            |  |

## Exploitation
La ligne est exploitée dans le cadre de la ligne 4 du métro de Séoul à laquelle elle appartient.